# Mont Saint Elias
El Mont Saint Elias (en anglès Mount Saint Elias), també conegut com a Boundary Peak 186, amb els seus 5.489 msnm és la segona muntanya més alta del Canadà i els Estats Units. El cim està situat a la frontera entre Yukon i Alaska, a les Muntanyes Saint Elias. Es troba a uns 40 kilòmetres al sud-oest del Mont Logan, la muntanya més alta del Canadà. El vessant canadenc forma part del Parc Nacional Kluane, mentre que l'estatunidenc es troba a l'interior del Parc nacional i reserva Wrangell-Saint Elias.
El seu nom en tlingit és Yaas'éit'aa Shaa, que significa "muntanya darrere Icy Bay", però també és anomenat Shaa Tléin "Gran muntanya" en la variant Yakutat Tlingit.
El Mont Saint Elias va ser albirat per primera vegada per exploradors europeus el 16 de juliol de 1741. Vitus Bering, de la marina imperial russa, en fou el responsable. Mentre alguns historiadors sostenen que la muntanya va ser anomenada per Bering, altres sostenen el nom prové del Cape Saint Elias i que fou adoptat pels cartògrafs del segle xviii en no donar-li Bering cap nom.
El Mont Saint Elias és un dels cims costaners més alt món, ja que el seu cim s'eleva sols a 16 km de la capçalera del Taan Fjord, al final d'Icy Bay. Això dona al pic una gran verticalitat en el relleu, comparable al Mont McKinley o cims de l'Himàlaia.

## Escalada
El Mont Saint Elias va ser escalat per primera vegada el 31 de juliol de 1897, per una expedició dirigida per l'explorador Lluís Amadeu de Savoia-Aosta, i en la qual també hi prengué part el fotògraf Vittorio Sella. La segona ascensió hagué d'esperar fins al 1946, quan un grup de Harvard Mountaineering Club va pujar per l'aresta sud-oest.
Actualment és una muntanya que s'escala molt poc per les difícils condicions climàtiques de la zona.